# Justin Jaffard
Pour les articles homonymes, voir Jaffard.
François Justin Jaffard est un homme politique français né le 27 octobre 1791 à Ispagnac (Lozère) et décédé le 14 juillet 1854 à Mende (Lozère).

## Biographie

### Famille
Né à Ispagnac, le 27 octobre 1791 à dix heures du matin, et déclaré à l'état civil le 4 février 1793, Justin Jaffard est le fils de Jean Pierre Jaffard (1758-1820), négociant en textile, et de Marianne Marie Julie Durand (1761-1806).  
Il a eu environ onze frères et sœurs, dont notamment Hippolyte (1789-1862), ancien curé de Florac — dont il fit construire l'actuelle église — et chanoine à la cathédrale de Mende ; Jean Louis (1782-1840), maire d'Ispagnac (1824-1840) ; Pierre Auguste (1785-1859), maire d'Ispagnac (probablement de 1840 à 1848, avant de céder la place à un de ses fils, Jules, maire jusqu'en 1856) et grand-père maternel de Léon Boyer ; Pierre Victor Osmin Désiré (1801-1862) magistrat auprès du tribunal de Mende, conseiller général de Sainte Enimie (1852-1862) et chevalier de la Légion d'Honneur ; Joseph Nicolas René (1803-1870), avoué ; Anne Marie Fanny, épouse Gabriel Antoine Augustin Feybesse ; Marie Charlotte (1780-1845), épouse Nicolas Augustin Jourdan et grands-parents de Louis Jourdan.
La famille Jaffard est originaire de Florac, avant que Jean (1725-1787), grand-père de Justin, ne s'installe à Ispagnac aux alentours de 1750.

### Vie active
Avocat à Mende, avoué, et conseiller de préfecture, il a été élu représentant de la Lozère de 1849 à 1851, sous la Deuxième République, siégeant à droite (Parti de l'Ordre). 
Lors des élections législatives du 13 mai 1849, il est arrivé en deuxième position sur les trois représentants élus, en termes de suffrages, avec 10 056 voix (sur 27 377 votants et 39 551 inscrits), au cours d'un scrutin majoritaire plurinominal de liste, à l'échelle départementale, au cours duquel était élu le nombre de candidats attribué par la loi ayant réuni le plus de suffrages exprimés et plus d'un huitième du nombre des électeurs inscrits ,. Ce jour-là, les électeurs du département avaient aussi élu Théophile Roussel et Fortuné Renouard. Avant cela, il s'était aussi présenté, avec Théophile Roussel, aux élections législatives des 23 et 24 avril 1848, mais sans succès pour chacun d'entre eux.
Dans l'exercice de ses fonctions, il s'est notamment prononcé pour l'expédition de Rome contre la République Romaine (1849), la loi Falloux sur l'enseignement public (15 mars 1850), et la loi du 31 mai 1850 portant restriction du corps électoral.

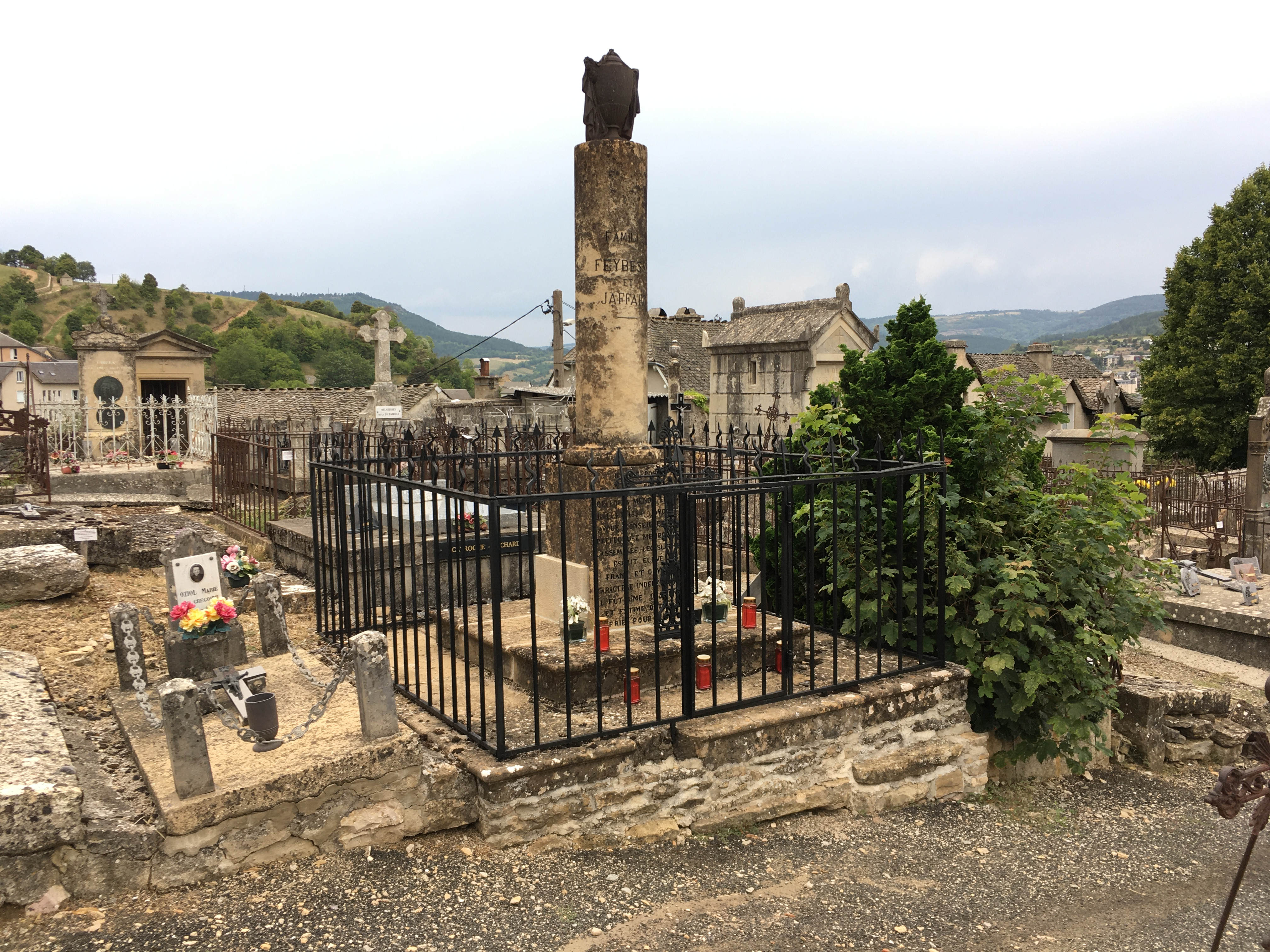
Sépulture où reposent Justin Jaffard et son frère, à Mende (48).

Il est décédé à Mende, le 14 juillet 1854, à 17 heures, dans une maison située dans la rue Chaptal, des suites d'une « attaque d'apoplexie foudroyante ». Son corps repose dans le cimetière Saint-Gervais, à Mende, auprès de son frère Hippolyte (1789-1862),, et d'au moins une autre personne. Il était membre de la Société d'agriculture, industrie, sciences et arts du département de la Lozère.

## Détail des fonctions et des mandats
Carrière professionnelle:
Date inconnue - Juin 1842: Avoué près le tribunal de première instance de Mende.
7 avril 1838 - 10 novembre 1842: Juge suppléant au tribunal de Mende.
12 août 1843 - après 13 septembre 1847: Conseiller de préfecture, à Mende.
Carrière politique:
Date inconnue - Date inconnue: Conseiller municipal, à Mende.
13 mai 1849 - 2 décembre 1851: Représentant du peuple à l'Assemblée législative.